# Mladá Boleslav III
Mladá Boleslav III (Podolec) je část města Mladá Boleslav v okrese Mladá Boleslav. Nachází se asi 2 km na východ od Mladé Boleslavi. Prochází zde silnice I/16. Je zde evidováno 1321 adres. Trvale zde žije 9355 obyvatel.
Mladá Boleslav III leží v katastrálním území Mladá Boleslav o výměře 11,54 km2.